# Le Grau-du-Roi
Le Grau-du-Roi é uma comuna francesa na região administrativa da Occitânia, no departamento de Gard. Estende-se por uma área de 54.73 km², e possui 8.457 habitantes, segundo o censo de 2018, com uma densidade de 150 hab/km².